# Alfons Van Haezendonck
 (mars 2018).
Alfons Van Haezendonck, né le 29 octobre 1920 et mort à une date inconnue, est un footballeur belge actif durant les années 1940 et les années 1950. Il évolue durant toute sa carrière au RFC malinois au poste de milieu relayeur.

## Biographie

### Carrière
Alfons Van Haezendonck fait ses débuts avec l'équipe première du RFC malinois en 1941, à l'âge de 21 ans. N'ayant connu qu'un seul club dans sa carrière, il s'impose directement en tant que titulaire du club et permet à l'équipe d'être championne de Division 1 en 1943, 1946 et 1948. 
Après être passé à un point d'un nouveau titre de champion national en 1954, le club vit une saison difficile deux ans plus tard et termine à la dernière place, synonyme de descente en Division 2. À la suite de cette descente, il prend sa retraite sportive.

## Statistiques
| Saison                | Club                  | Championnat           | Championnat | Championnat | Coupe(s) nationale(s) | Coupe(s) nationale(s) | Total | Total |
| Saison                | Club                  | Division              | M.          | B.          | M.                    | B.                    | M.    | B.    |
| 1941-1942             | FC malinois           | Division 1            | 25          | 2           | -                     | -                     | 25    | 2     |
| 1942-1943             | FC malinois           | Division 1            | 16          | 2           | -                     | -                     | 16    | 2     |
| 1943-1944             | FC malinois           | Division 1            | 23          | 0           | -                     | -                     | 23    | 0     |
| 1945-1946             | FC malinois           | Division 1            | 36          | 1           | -                     | -                     | 36    | 1     |
| 1946-1947             | FC malinois           | Division 1            | 34          | 2           | -                     | -                     | 34    | 2     |
| 1947-1948             | FC malinois           | Division 1            | 29          | 6           | -                     | -                     | 29    | 6     |
| 1948-1949             | FC malinois           | Division 1            | 28          | 0           | -                     | -                     | 28    | 0     |
| 1949-1950             | FC malinois           | Division 1            | 23          | 1           | -                     | -                     | 23    | 1     |
| 1950-1951             | FC malinois           | Division 1            | 28          | 0           | -                     | -                     | 28    | 0     |
| 1951-1952             | FC malinois           | Division 1            | 23          | 0           | -                     | -                     | 23    | 0     |
| 1952-1953             | FC malinois           | Division 1            | 25          | 0           | -                     | -                     | 25    | 0     |
| 1953-1954             | FC malinois           | Division 1            | 18          | 0           | -                     | -                     | 18    | 0     |
| 1954-1955             | FC malinois           | Division 1            | 23          | 0           | -                     | -                     | 23    | 0     |
| 1955-1956             | FC malinois           | Division 1            | 12          | 1           | -                     | -                     | 12    | 1     |
| Total sur la carrière | Total sur la carrière | Total sur la carrière | 346         | 15          | -                     | -                     | 346   | 15    |

## Palmarès
- RFC malinois
  - Championnat de Belgique
    - Champion :  1943, 1946 et 1948.